# Середа, Андрей Викторович
Андрей Викторович Середа (укр. Андрій Вікторович Середа, родился 1 января 1964 в Киеве) — украинский певец, автор песен, актёр, фронтмен рок-группы «Кому вниз».

## Биография

### Музыкальная карьера

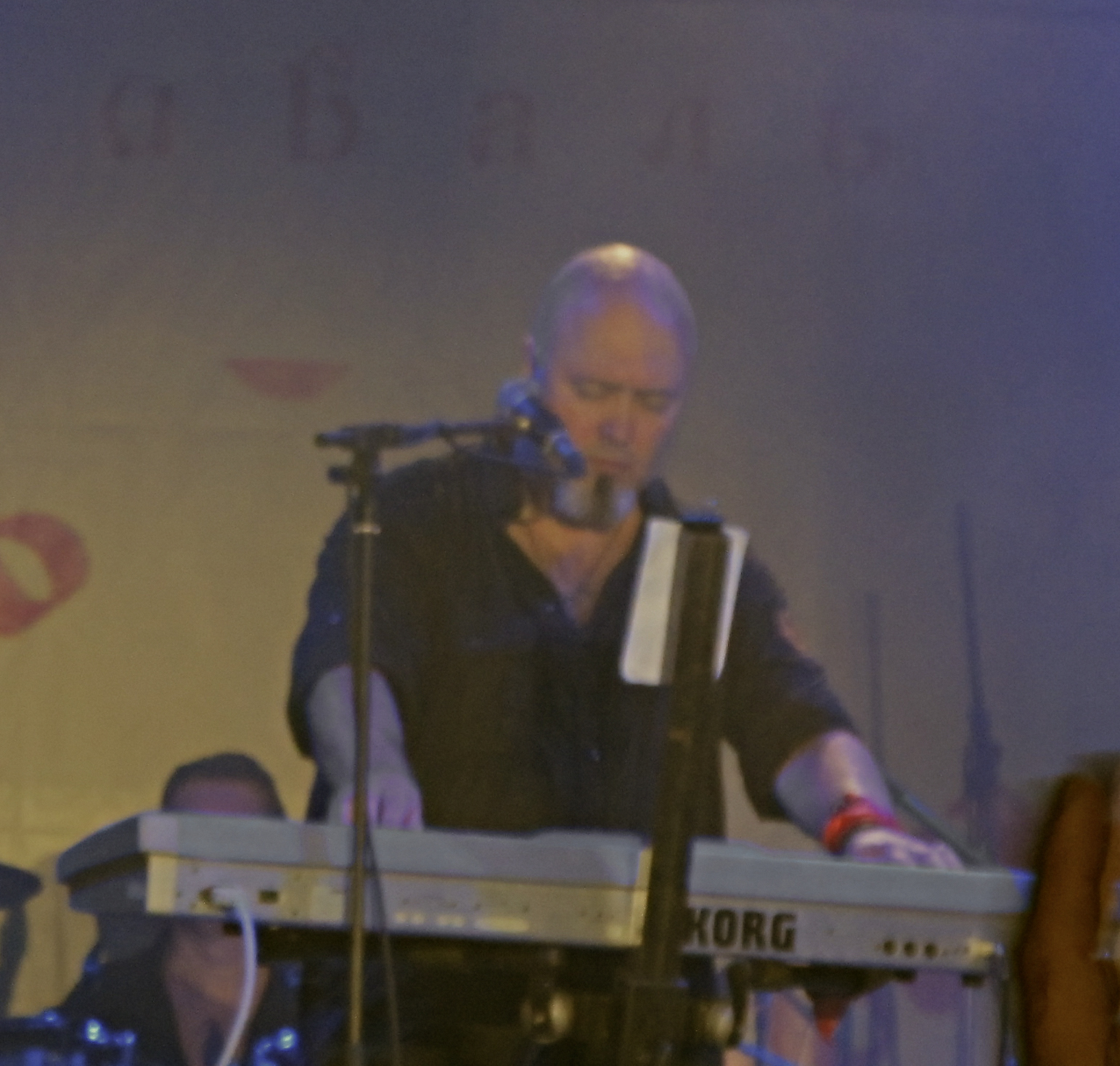
Андрей Середа в июле 2013 года на фестивале «Підкамінь»

Уроженец Киева. Отец — инженер-кораблестроитель завода «Ленинская кузня», руководил конструкторским бюро, которое проектировало рыболовецкие траулеры. Песенный дебют состоялся в 1983 году, когда Андрей написал ко дню рождения своего отца песню на стихотворение Т. Шевченко «Суботів». В детстве интересовался театром, даже сделал небольшой кукольный театр. 
В 1985 году окончил Киевский театральный институт по специальности «актёр», куда поступил благодаря связям отца. Работал в Молодёжном театре в труппе Виталия Малахова, из-за серьёзного непонимания покинул театр. 
В 1988 году основал рок-группу «Кому вниз» как оркестр при театре «Гротеск», с которой через год победил на фестивале «Червона Рута». 
В 1990 году начал зарубежные гастроли, посетив Канаду.

### Семья
Женился в 1988 году на 18-летней женщине по имени Светлана, в 1989 году родился сын Александр. Жена окончила Институт коммунальных услуг, работала в ЖЭК. Есть младшая сестра, которая занимается юриспруденцией, и старший брат Марк, эксперт по живописи и ритмике Гуттенберга.

### Актёр озвучивания
Андрей Середа долгое время озвучивал документальные фильмы и рекламные ролики на украинском телевидении (в том числе операторов мобильной связи UMC и Киевстар), вёл передачи на телеканале «Эра» с 1999 года. 
В 2002 и 2004 году он озвучивал политические лозунги президентской кампании Виктора Ющенко, был ведущим на Певчем поле в 2004 году. В 2006—2007 годах — голос телерекламы партии «Наша Украина — Народная Самооборона». В 2006 году озвучивал роль Чико Хикса в мультфильме «Тачки», также озвучивал мультсериал «Телепузики».

### Политика
Группа «Кому вниз» и Андрей Середа сотрудничают с украинскими националистическими организациями, в том числе с УНА-УНСО, ВО «Свобода» (ранее Социал-национальная партия Украины) и Правым сектором. В 2004 году Середа пытался выступить на Майдане, однако режиссёр культурных мероприятий в поддержку Виктора Ющенко Тарас Грымалюк назвал Середу провокатором и запретил ему выступать.
В 2005 году Середа был награждён орденом «Пустынный крест УНА-УНСО», но отказался от места в выборном списке партии. Середа считает, что может позволить себе самые радикальные тексты, которые могут быть сказаны вовремя. Деятельность Середы привела к скандалу в 2011 году, когда он на встрече с делегатами ВО «Свобода» начал выкрикивать нацистские приветствия.